# Valerii Bondarenko
Valerii Bondarenko, né le 3 février 1994 à Kiev en Ukraine, est un footballeur ukrainien évoluant au poste de défenseur avec le club du Kolos Kovalivka.

## Biographie
De 2017 à 2019, il joue une cinquantaine de matchs en première division ukrainienne. Il joue également trois rencontres lors des tours préliminaires de la Ligue Europa.

## Palmarès
- Champion d'Ukraine en 2019 avec le Chakhtar Donetsk